# Coupez!
Coupez!  és una pel·lícula de comèdia zombi francesa del 2022 escrita i dirigida per Michel Hazanavicius. És un remake francès de la pel·lícula japonesa del 2017 Kamera o Tomeru na!. És protagonitzada per Romain Duris i Bérénice Bejo. La pel·lícula gira al voltant d'un equip que torna a fer la pel·lícula representada a la pel·lícula original. Yoshiko Takehara torna a fer el seu paper de productora. Ha estat subtitulada al català.
La pel·lícula es va estrenar a França el 17 de maig de 2022, i per a la seva projecció al 75è Festival Internacional de Cinema de Canes com a pel·lícula d'obertura el mateix dia.

## Repartiment
- Romain Duris com a Rémi
- Bérénice Bejo com a Nadia
- Grégory Gadebois com a Philippe
- Finnegan Oldfield com a Raphaël
- Matilda Lutz com a Ava
- Sébastien Chassagne com a Armel
- Raphaël Quenard com a Jonathan
- Lyes Salem com Mounir
- Simone Hazanavicius com a Romy
- Agnès Hurstel com a Laura
- Charlie Dupont com a Fredo
- Luàna Bajrami com a Johanna
- Jean-Pascal Zadi com a Fatih
- Raïka Hazanavicius com a Manon
- Yoshiko Takehara com a Madame Matsuda[4][5]

## Producció
Hazanavicius va arribar sl projecte durant el primer confinament pel Covid-19 el 2020 després que el productor Vincent Maraval va adquirir els drets de remake i li oferís. El rodatge va començar el 19 d'abril de 2021 a París.

## Estrena
La pel·lícula estava programada per estrenar-se al Festival de Cinema de Sundance el gener de 2022, però es va retirar del festival després que es cancel·lessin les projeccions presencials en resposta a un augment de casos de COVID-19. Posteriorment es va anunciar que s'estrenaria al  75è Festival Internacional de Cinema de Canes . Inicialment programat pel 15 de juny de 2022, l'estrena nacional a França es va traslladar al 17 de maig de 2022, el mateix dia de l'estrena del festival. L'abril de 2022, l'Institut Ucraïnès va instar el festival i Hazanavicius a canviar el nom del títol francès de la pel·lícula, Z (comme Z), ja que la lletra Z s'havia convertit en un símbol militarista en suport de la Invasió russa d'Ucraïna del 2022. Hazanavicius va dir al principi que era massa tard per canviar el títol, però va assegurar que la pel·lícula es referiria exclusivament al títol internacional, Final Cut, durant el festival. Tanmateix, el 25 d'abril de 2022, es va anunciar que el títol francès es canviava a Coupez !.

## Recepció
A l'agregador de ressenyes Rotten Tomatoes, el 71% dels 45 crítics van donar a la pel·lícula una crítica positiva, amb una valoració mitjana de 5,8/10. El consens de crítics del lloc web diu: "Tot i que serà més satisfactori per als espectadors que encara no han vist l'original, Coupez ! ofereix un meta-comentari divertit i entretingut sobre l'art del remake." A Metacritic, la pel·lícula té una puntuació mitjana ponderada de 51 sobre 100 basada en 14 crítics, que indica "crítiques mixtes o mitjanes".
Peter Bradshaw de The Guardian va anomenar la pel·lícula "una obra entretinguda i una autèntica estranyesa, aparentment sobre el cinema, però més sobre l'experiència del teatre en directe. Encara pot haver trobat una manera de donar nova vida al gènere zombi en si." Per la seva banda, Owen Gleiberman de Variety la va anomenar "la primera pel·lícula Hazanavicius on el cineasta sembla amb prou feines controlar el que està fent. És una pel·lícula desordenada i molesta d'un acudit que repeteix una vegada i una altra vegada." It’s a messy and annoying one-joke movie that repeats the joke over and over again."